# Новокалинівка (Кам'янський район)
Новокали́нівка — село в Україні, у Криничанській селищній громаді Кам'янського району Дніпропетровської області.
Населення — 71 мешканць.

## Географія
Село Новокалинівка знаходиться на відстані до 2-х км від сіл Черкаське і Лозуватське. Поруч проходять автомобільні дороги Н11 і Т 0420.

## Населення

### Мова
Розподіл населення за рідною мовою за даними перепису 2001 року:
| Мова       | Кількість | Відсоток |
| ---------- | --------- | -------- |
| українська | 65        | 91.55%   |
| російська  | 4         | 5.63%    |
| білоруська | 2         | 2.82%    |
| Усього     | 71        | 100%     |